# كيث هاولاند
كيث هاولاند (بالإنجليزية: Keith Howland)‏ هو موسيقي وعازف قيثارة أمريكي، ولد في 14 أغسطس 1964 في سيلفر سبرينغ في الولايات المتحدة.

## وصلات خارجية
- الموقع الرسمي
- كيث هاولاند على موقع IMDb (الإنجليزية)
- كيث هاولاند على موقع ميوزك برينز (الإنجليزية)
- كيث هاولاند على موقع أول ميوزيك (الإنجليزية)
- كيث هاولاند على موقع ديسكوغز (الإنجليزية)